# Blok Konstytucyjny (Liban)
Blok Konstytucyjny, BK – libańskie ugrupowanie polityczne mające ogromny wkład w walce o niepodległość. Liderem BK był Biszara al-Churi, prezydent Libanu w latach 1943–1952. Blok Konstytucyjny zwyciężał w wyborach parlamentarnych w 1943 i 1947 roku.